# Kanton Vélizy-Villacoublay
Kanton Vélizy-Villacoublay (fr. Canton de Vélizy-Villacoublay) je francouzský kanton v departementu Yvelines v regionu Île-de-France. Skládá se pouze z obce Vélizy-Villacoublay.